# 倫敦米爾斯 (伊利諾伊州)
倫敦米爾斯（英語：London Mills）是位於美國伊利諾伊州富爾頓縣和諾克斯縣的一個村落。

## 地理
倫敦米爾斯的座標為40°42′42″N 90°16′03″W / 40.71167°N 90.26750°W，而該地最高點為海拔高度162米（即533英尺）。

## 人口
根據2010年美國人口普查的數據，倫敦米爾斯的面積為1.78平方千米，當中陸地面積為1.78平方千米，而水域面積為0.00平方千米。當地共有人口392人，而人口密度為每平方千米220人。